# Maxime Delanghe
Maxime Delanghe (Halle, 23 de mayo de 2001) es un futbolista belga que juega en la demarcación de portero para el Círculo de Brujas de la Primera División de Bélgica.

## Biografía
Tras empezar a formarse como futbolista con las filas inferiores del PSV Eindhoven, finalmente en 2020 ascendió al segundo equipo. Hizo su debut el 29 de agosto de 2020 contra el Excelsior Rotterdam. El mismo año 2020 subió al primer equipo al obtener ficha con el equipo principal. Sin embargo, nunca llegó a disputar ningún partido, sí lo hizo 33 veces con el Jong PSV, antes de su marcha en agosto de 2022 al Lierse Kempenzonen.

## Clubes
| Club               | País         | Año       | Partidos | Goles |
| ------------------ | ------------ | --------- | -------- | ----- |
| Jong PSV           | Países Bajos | 2020-2022 | 33       | 0     |
| PSV Eindhoven      | Países Bajos | 2020-2022 | 0        | 0     |
| Lierse Kempenzonen | Bélgica      | 2022-2023 | 18       | 0     |
| Círculo de Brujas  | Bélgica      | 2023-     | 33       | 0     |

## Palmarés

### Títulos nacionales
| Título                        | Club          | País         | Año  |
| ----------------------------- | ------------- | ------------ | ---- |
| Supercopa de los Países Bajos | PSV Eindhoven | Países Bajos | 2021 |
| Copa de los Países Bajos      | PSV Eindhoven | Países Bajos | 2022 |